# Kalāteh Menār
Kalāteh Menār (persiska: کلاته منار, Kalāt-i-Mīnār, Kalāteh-ye Manār) är en ort i Iran.   Den ligger i provinsen Khorasan, i den nordöstra delen av landet, 800 km öster om huvudstaden Teheran. Kalāteh Menār ligger 982 meter över havet och antalet invånare är 719.
Terrängen runt Kalāteh Menār är huvudsakligen platt, men österut är den kuperad. Terrängen runt Kalāteh Menār sluttar norrut. Runt Kalāteh Menār är det ganska tätbefolkat, med 185 invånare per kvadratkilometer. Närmaste större samhälle är Shūrak-e Malekī, 14,7 km norr om Kalāteh Menār. Omgivningarna runt Kalāteh Menār är i huvudsak ett öppet busklandskap.